# Guru Gobind Singh Ji
El Guru Gobind Singh Ji (en panjabi: ਗੁਰੂ ਗੋਬਿੰਦ ਸਿੰਘ) (Patna, 22 de desembre de 1666 - Nanded, 7 d'octubre de 1708) fou el fill, i el successor del novè Guru dels sikhs, el Guru Tegh Bahadur Sahib Ji. Va néixer amb el nom de Gobind Das. Va ser el desè i últim guru sikh humà. El Guru va ser un dirigent savi, i un líder polític, militar, i espiritual, pels sikhs, fou també, el fundador de la Khalsa, una fraternitat sikh, amb la qual el sikhisme va esdevenir un estil de vida marcial, benevolent, no conflictiu, tolerant, i formal.
El 1675, a l'edat de nou anys, va ser instal·lat oficialment com a líder dels sikhs després que el seu pare Guru Tegh Bahadur fos executat per l'emperador Aurangzeb. Els seus quatre fills biològics van morir durant la seva vida: dos a la batalla i dos executats pel governador mogol Wazir Khan. El Guru Gobind Singh Ji, va abolir l'esclavatge, el racisme, i el sistema de castes a l'Índia i al Pakistan, el Guru fou també conegut, per promoure la tolerància cap a totes les cultures, i totes les religions de l'Índia i del Món.
El Guru va ser un gran poeta i erudit, i va escriure una part de les Escriptures Sagrades de l'Adi Granth. El Guru va realitzar una recopilació del llibre sagrat del sikhisme, el Guru Granth Sahib Ji.

## Orígens
Gobind Singh era l'únic fill de Guru Tegh Bahadur, el novè guru sikh, i de Mata Gujri. Va néixer al clan Sodhi de la comunitat Punjabi Khatri. Va néixer a Patna, Bihar, el 22 de desembre de 1666 mentre el seu pare visitava Bengala i Assam. El seu nom de naixement era Gobind Das, i un santuari anomenat Takht Sri Patna Harimandar Sahib marca el lloc de la casa on va néixer i va passar els primers quatre anys de la seva vida. El 1670, la seva família va tornar al Panjab i el març de 1672 es van traslladar a Chakk Nanaki, als contraforts de l'Himàlaia al nord de l'Índia, anomenada serralada de Sivalik, on va ser escolaritzat.
Va ser instruït desde els 5 anys en les llengües, en la literatura india, i en la iraniana, llegint obres en persa i en sànscrit. El Guru va ser entrenat militarment en l'art marcial Kalaripayatu, una art marcial que amb el temps dominaria, va apendre les diverses tècniques d'aquest art bèl·lic, i va crear la gatka (l'art marcial sikh), i el va establir com una formació obligatòria i fonamental per a tot sikh, fets que el portarien a tenir una conducta militar.
En arribar a la seva majoria d'edat, el Guru allistaria nous adeptes (homes i dones), per alliberar el seu país de l'opressió mogola, que ja portava diversos segles oprimint a totes les capes socials, i imposava a la població la conversió a l'islam, mitjançant les més cruels tortures, i obligaba a oferir tributs i ofrenes econòmiques als governants de l'Imperi Mogol.
Durant tota la seva infància, Gobind Rai va ser testimoni de l'opressió dels mogols sobre la població índia, sent testimoni a l'edat de 9 anys de l'execució del seu pare, que va ser ordenada per l'Emperador mogol Aurangzeb.
A Gobind Rai des de la seva infantesa, ja li van ser reconeguts els seus talents. A més tenia una gran alçada, en la seva edat adulta, el Guru va arribar a sobrepassar els 2 metres, mesurades en l'actualitat les seves restes òssies, donen una proporció exacta de 2 metres i 35 centimetres. Gobind Rai tenia un defecte anatòmic, ja que tenia els ossos húmer i ràdi massa grans, tant es així, que les seves falanges distals arribaven a tocar l'òs del genoll, tanmateix, aquests defectes li van donar una superioritat excepcional amb el maneig de les armes blanques, imposant-se als seus rivals en el camp de batalla. Amb tan sols 9 anys, després de la mort del anterior Guru, el seu pare, el jove Gobind Rai va ser nomenat el desè i darrer Guru vivent dels sikhs, i des d'aleshores es va anomenar Guru Gobind Singh Ji.

## Accions i llegat
A l'edat de 16 anys, el Guru va presidir la desfilada militar sikh a Anandpur. El Guru Gobind Singh Ji va estar contínuament en estat de guerra, juntament amb els líders guerrers hinduistes, que lluitaven en contra de les autoritats mogoles. Els mogols van obligar a la cort sikh, a sortir d'Anandpur en 1704, matant a més de 32.000 soldats (entre ells 1.270 dones), i als 2 fills petits (de 4 i 8 anys), del Guru Gobind Singh Ji, enterrant-los vius amb una pared.
Una llegenda èpica narra com el guru Gobind Singh va matar a l'Emperador mogol Aurangzeb, llançant-li una fletxa al cor, que va recórrer la distància d'un quilòmetre. En matar el sanguinari Emperador Aurangzeb, el Guru va recolzar les intencions d'ocupar el tron del futur Emperador mogol, Bahadur Xah (1643-1712), qui va abolir tot acte violent en contra de la religió dels sikhs, permetent no obstant, la implantació pacífica de l'islam. El Guru Gobind Singh Ji, fou assassinat, el Guru va rebre una ferida d'arma blanca en el pit, i va morir abans que pogués convençer a Bahadur Xah per tal de permetre la tornada de la cort sikh a Anandpur. El Guru Gobind Singh Ji, va morir en l'any 1708 en el Districte de Nander, Maharashtra, Índia.

## Història

### Fundació d'Anandpur
El pare del guru Gobind Singh va fundar la ciutat d'Anandpur en 1665, en un terreny que li va regalar el rei de Bilaspur. El guru es va traslladar a Anandpur en l'any 1672. En l'abril de 1685, va ordenar el canvi de lloc de la seva residència a Poanta, on es va ordenar la construcció d'un fort. Degut a la seva popularitat creixent, i a les creences diferents de l'hinduisme, el guru va fer molts enemics. Un d'aquests, el rei de Garwal, Fateh Singh, va atacar el seu fort el setembre de 1688. Les forces combinades del Guru i el llavors rei dels Nahan, van aconseguir derrotar les forces de Fateh Singh. Poc després en 1695, el cap dels exèrcits mogols a l'àrea, Dilawar Khan, va enviar a les seves tropes, sota el lideratge del seu fill, per atacar la ciutat de Anandpur. En la batalla, l'exèrcit mogol va ser derrotat primer a Anandpur, i més tard per un dels generals del Guru, en els turons de Siwalik. Aquests esdeveniments van començar a preocupar a l'Emperador mogol Aurangzeb, qui va enviar més tropes, sota el comandament del seu fill per restaurar l'autoritat imperial.

### Fundació de la Khalsa
En 1699, el Guru va enviar cartes a tots els seus partidaris per atendre a una congregació, el dia de Vaisakhi (festival anual de la collita). Allà els va demanar a tots els presents, que qui era per a ells. Ells van respondre dient que era el seu Guru. Aleshores el guru va demanar si hi havia en aquell indret, un voluntari que estigués disposat a sacrificar el seu cap pel seu Guru, i després de preguntar tres vegades un home es va avançar, i li va oferir el seu cap al Guru. El Guru va sortir amb l'home dins d'una tenda, i va tornar amb l'espasa tacada de sang. Aleshores va demanar un altre cap, i un voluntari mes es va avançar, i va entrar en la tenda amb el. El Guru va tornar una altra vegada amb sang en la seva espasa. Aquest fet va tenir lloc tres vegades més. Després que el darrer voluntari hagués entrat en la tenda amb el Guru, tots els homes que havien ofert els seus caps van sortir de la tenda il·lesos i vestits amb túniques noves. A ells els va donar el nom de Khalsa Panj Pyare (la germanor dels cinc purs), i Singh (lleons), també els va oferir un nèctar (Amrit) que va purificar els seus pecats, en aquell mateix indret, va néixer la Khalsa. Al final d'aquesta cerimònia, el Guru va ensenyar als 5 purs, a qui va iniciar com a membres, la creença que tots els humans són iguals (aleshores l'hinduisme defensava una societat basada en les castes). Amb la conversió dels 5 purs i l'inici de la Khalsa, es va formar la primera orde militar religiosa sense castes en la història de l'Índia.

### Primera Batalla d'Anandpur
Alarmat per la influència creixent, i els idees contra el sistema de castes, en els turons de Siwalik, els caps tribals es van unir en aliança, per derrotar el guru i pendre-li el seu poder. Al final els caps van decidir demanar ajuda a l'Emperador Aurangzeb, dient que el guru fou responsable de trencar moltes lleis imperials, i que era una amenaça per a tots. En conseqüència, Aurangzeb va enviar els seus generals Din Beg i Painda Khan, cadascun amb un exèrcit de 5.000 homes, per atacar i capturar la ciutat de Anandpur. En el camí, els exèrcits mogols es van unir amb els exèrcits dels caps tribals, i els dos exèrcits es movien per atacar la fortalesa del guru. El guru per la seva banda, també va rebre l'ajuda de l'exèrcit dels reis veïns amics. En la primera batalla d'Anandpur, els exèrcits units dels mogols i dels caps van ser derrotats, i el general Painda Khan també va ser mort. Després de la batalla, els exèrcits dels caps tribals es van retirar, però encara van llançar alguns atacs en contra del guru, i la seva gent, fins a 1704, quan totes dues partits van arribar a un tractat de pau.

### Atac de Wazir Khan
El guru, d'acord amb el tractat va haver de sortir de Anandpur, va moure la seva cort al poble de Nirmoh. Mentre, el cap Ajmer Chand, va ordenar als seus enviats demanar ajuda al llavors virrei de Sirhind, Wazir Khan. Els exèrcits de Wazir Khan van arribar a Nimroh, i en veure que no estava fortificada, van atacar al poble. Els exèrcits mogols van ser repel·lits, però el guru va haver de retirar-se al poble de Basoli per garantir la seva seguretat i la del seus seguidors. Després d'això, el virrey Wazir Khan va esdevenir un dels grans rivals del guru.

### Atac de Ramzan Khan
Quan el guru va tornar a Anandpur, poc després des de Basoli, un exèrcit sota el comandament de Saiyad Khan marxava cap a la ciutat. Una vegada que van arribar, el germà de Saiyad Khan va dir que el guru era un home sant. El general, en sentir això, va canviar la seva posició, i es va unir a les forces del guru. El comandament de l'exèrcit mogol va passar a les mans de Ramzan Khan, qui va atacar a la ciutat d'Anandpur en 1704. La ciutat, que era buida degut a la collita, va ser saquejada pels exèrcits mogols. Però quan l'exèrcit va tornar cap a Sirhind, els sikhs van atacar, i van recuperar la riquesa robada.

### Segona Batalla d'Anandpur
El virrei Wazir Khan, va enviar una carta a l'Emperador Aurangzeb, on afirmava (falsament) que el guru volia atacar l'Imperi mogol, i que estava preparant una força militar per marxar sobre la capital imperial Delhi. L'Emperador creient això, va enviar una gran força que incloïa els exèrcits dels districtes de Caixmir, Sirhind, i Lahore, per atacar Anandpur. L'Exèrcit imperial va arribar a la ciutat en 1705, i van establir un setge al voltant la ciutat. Els exèrcits dels caps tribals, es van unir a les forces mogoles, i el guru i la seva gent, es van preparar per la batalla.
Després de dies de lluitar, quan els sikhs no tenien accés al menjar o l'aigua, (només a la que va poder ser guardada en la ciutat), El cap tribal Ajmer Chand, va enviar una carta on declarava que si el guru marxava de la ciutat, aleshores no els passaria res als sikhs. Per provar la veracitat de les seves paraules, el guru va demanar que els exèrcits enemics deixessin passar a una caravana plena de diners de la seva tresoreria. El cap va dir que estava d'acord amb això, però quan va sortir la caravana dels sikhs, els exèrcits mogols la van atacar. La caravana que no portava res de valor va ser destruïda, i el guru es va negar a acceptar totes les propostes de l'Exèrcit mogol. Llavors, l'Emperador mateix Aurangzeb, va enviar una carta signada personalment jurant al guru en nom del sagrat Alcorà. Això era una garantia de que no li passaria res dolent al guru, ni als seus seguidors, si ell decidia sortir d'Anandpur.
Tanmateix, quan els sikhs van deixar Anandpur en dos grups, van ser atacats pels mogols. En un grup, hi havia els dos fills del guru: Zorawar Singh, de 8 anys, i Fateh Singh, de 5 anys, els dos germans van ser capturats per l'exèrcit mogol. Els dos nens van ser executats, els van enterrar amb vida en una paret. També va morir en aquell indret, Mata Gujri, l'avia dels nens.